# Heinz Höhne (Komponist)
Heinz Höhne (* 30. August 1892 in Pasewalk; † 13. November 1968 in Ost-Berlin) war ein Berliner Apotheker und Komponist. Heinz war als Kurzform von Heinrich üblich. Populär wurde seine Melodie zu Rudolf Baumbachs Gedicht Hoch auf dem gelben Wagen, die er 1922 komponierte.

## Leben

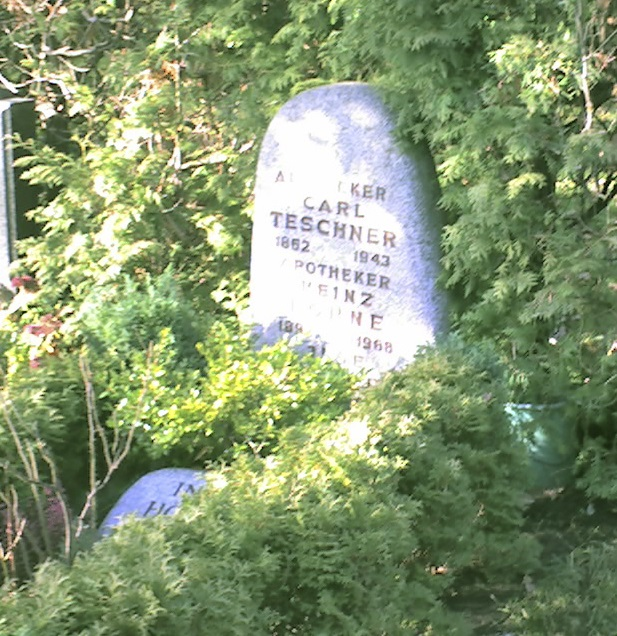
Familiengrab Teschner-Höhne auf dem Friedhof Pankow III

Höhne stammte aus einer musikalischen Familie. Er bekam Geigen- und Kompositionsunterricht und begann bereits mit 12 Jahren Lieder zu komponieren. Nach dem Ersten Weltkrieg schloss er seine Apothekerlehre ab und studierte an der Universität Berlin Pharmazie. Nach dem Staatsexamen 1923 trat er in die Adler-Apotheke in Berlin-Pankow (Breite Straße, Ecke Berliner Straße) ein. Er heiratete die Tochter des Inhabers Carl Teschner und übernahm von ihm 1937 das Geschäft.
Seit den 1920er Jahren hatte er sich mit seinen volkstümlichen Kompositionen einen gewissen Ruf erworben. Sie wurden auch im Radio gesendet. Er trat zum 1. Dezember 1930 der NSDAP bei (Mitgliedsnummer 410.746) und leitete vor 1936 einige Jahre das örtliche Kulturamt der Partei, ein Organ zur Gleichschaltung des Kulturlebens.
Nach der Verstaatlichung in der DDR 1946 wurde er Leiter mehrerer volkseigener Apotheken in und um Berlin. 1965 zog er sich 73-jährig aus dem Berufsleben zurück und starb drei Jahre später.